# Delft
Delft () è una città e un comune dei Paesi Bassi appartenente alla provincia dell'Olanda Meridionale.
Deve il suo nome al canale Delf ("scavare" in lingua olandese), prolungamento artificiale della Schia, ai bordi del quale la città si è sviluppata e da cui tuttora viene lambita nei pressi del confine meridionale e orientale del centro storico. 

## Storia

### Origini
Anche se nella zona si sono trovati reperti romani, sicuramente Delft non era una città da loro fondata. In quest'area, un altopiano all'epoca solcato dal fiume Gantel e detta Keerkwal, sorgeva dall'XI secolo un Vroonhof comitale, sorta di fattoria signorile. Goffredo il Gobbo viene considerato il costruttore di questa tenuta e fornitore dei diritti di mercato ed è quindi visto come il fondatore di Delft. Goffredo il Gobbo, infatti, per quattro anni dal 1071 al 1075, ottenne un governatorato sulla Contea d'Olanda in vece del vescovo di Utrecht Guglielmo I, come ricompensa d'aver sconfitto Roberto il Frisone a Leida.

### Sviluppo e ascesa
L'insediamento crebbe assai rapidamente. Agli inizi del XII secolo si scavò il primo canale: il Delf; che poi successivamente sarà denominato "Oude-Delft" (Vecchio Delft), e che incrociava il fiume Gantel che venne in parte interrato. Il nome sembra derivare dalla parola inglese Delved (passato di "to delve": scavare).
Il 15 aprile 1246 il conte Guglielmo II d'Olanda concesse a Delft i Diritti civici e da quel momento la sua ascesa economica fiorì inesorabilmente grazie al commercio legato alle industrie della birra e dei tessuti, testimonianza ne sono le vaste dimensioni del Markt, la piazza del Mercato.
Inoltre nel 1389 si scavò il Delfshavense Schie Kanaal che collegava Delft alla Mosa, e quindi al mare, e con la fondazione del porto di Delfshaven (oggi un quartiere di Rotterdam).
Questo evento incrementò notevolmente il fervore mercantile e lo sviluppo della città, tanto che nel 1400 la città contava 6 500 abitanti ed era la terza per dimensioni del Paese, dopo Dordrecht (8000) e Haarlem (7000). 

### Glorie indipendentiste

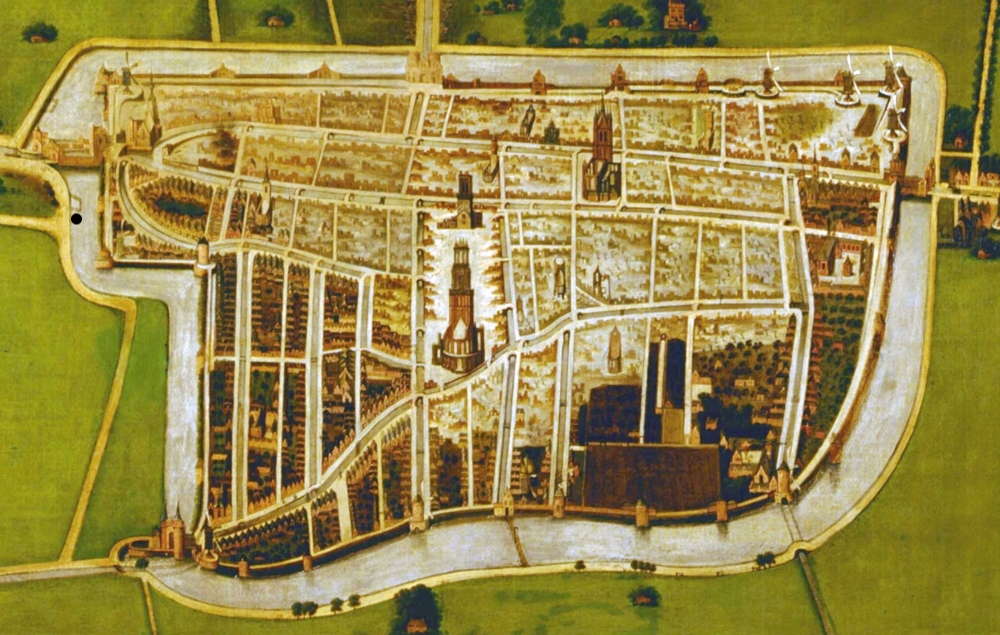
Pianta della città nel 1536

Il 3 maggio 1536 un fulmine colpì la guglia della torre della Chiesa Nuova. Si sviluppò un incendio di tale gravità che metà della città andò in fiamme. 
Nel 1566 e nel 1572 la città subì la furia dell'iconoclastia che distrusse tutti gli altari, decorazioni e mobili cattolici delle chiese cittadine, e intonacarono le pareti in calce bianca. 
Nel 1572, Guglielmo il Taciturno fissò la propria residenza a Delft, nel Convento di Sant'Agata, che da allora sarà denominato Prinsenhof (Corte dei Principi). 
Egli fu il capo degli olandesi durante la Guerra d'Indipendenza dei Paesi Bassi dagli Spagnoli, nota anche come Guerra degli ottant'anni (1568-1648) che portò al formale riconoscimento dell'indipendenza della Repubblica delle Province Unite, tanto da essere soprannominato il «padre della patria» (vader des vaderlands). 
Con l'Atto di abiura proclamato nel 1581 Delft diviene de facto la capitale dei nuovi Paesi Bassi indipendenti, in quanto sede dei Principi d'Orange. 
Tuttavia, Guglielmo il Taciturno fu assassinato il 10 luglio del 1584 nella sua residenza di Delft da Balthasar Gérard. La maggior parte degli antenati di Guglielmo I sono inumati nella Chiesa Grande di Breda, feudo storico del Casato di Nassau. Tuttavia quando Guglielmo il Taciturno venne assassinato, Breda era nelle mani degli Spagnoli, così venne sepolto nella Nieuwe Kerk, il principale edificio di culto cittadino. Dopo Guglielmo I, tutti i membri della Casa d'Orange e della Casa d'Orange-Nassau si fanno seppellire a Delft.

### Il Secolo d'oro

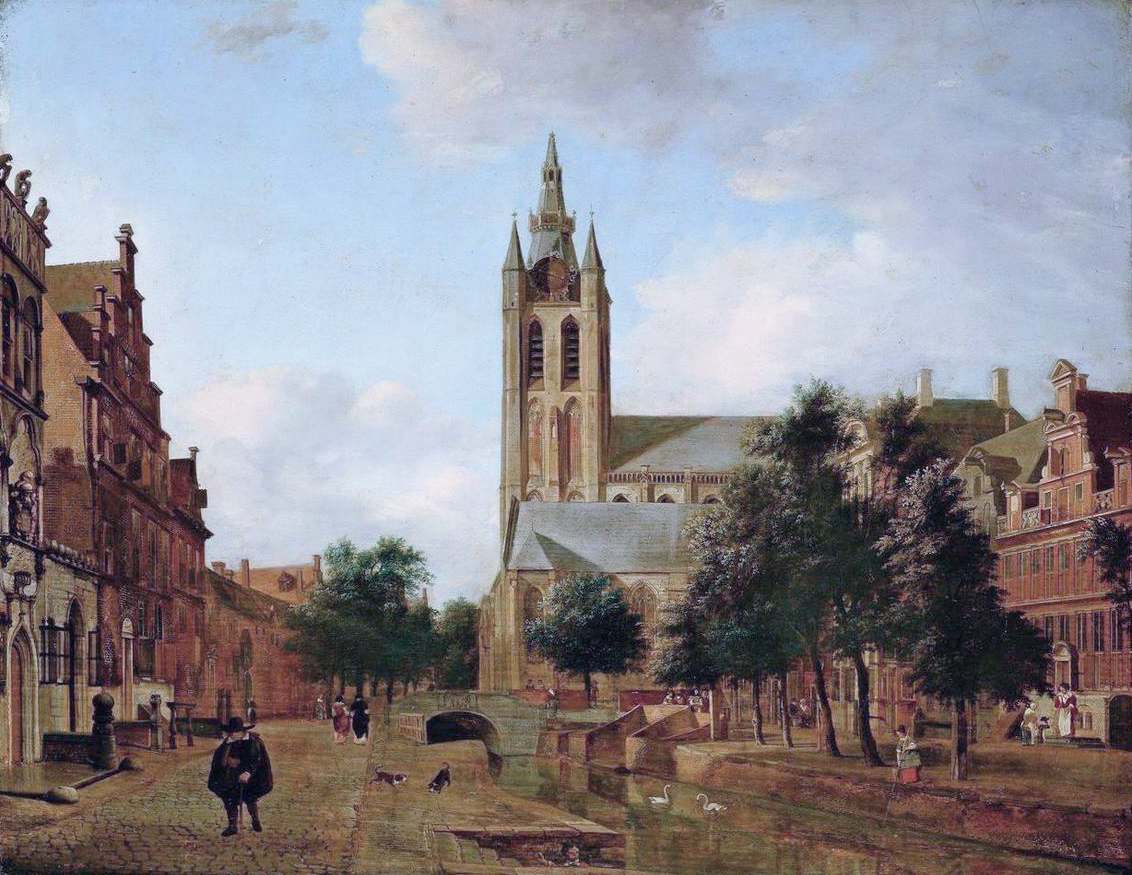
Veduta di Delft di Jan van der Heyden, 1675

Logo della Compagnia olandese delle Indie orientali

Dalla fine '500 la città ha visto diversi ceramisti stabilirsi in città e che introdussero un nuovo stile. L'industria degli arazzi fiorì con François Spierincx, un mercante di arazzi di Anversa trasferitosi a Delft fra il 1580 e il 1600. Vi fondò una famosa fabbrica di arazzi i cui prodotti erano particolarmente apprezzati per la bellezza dei loro colori. 
Dal 1602 fu sede di una delle sei 'Camere' (in olandese Kamers), della Compagnia olandese delle Indie orientali (Vereenigde Oostindische Compagnie o VOC). Con la VOC la città visse un nuovo periodo di massimo splendore, divenendo uno dei massimi centri delle Province Unite insieme alle altre antiche città portuali di Amsterdam, Rotterdam, Enkhuizen e Hoorn per la provincia di Olanda; e di Middelburg in Zelanda.

### L'esplosione di Delft

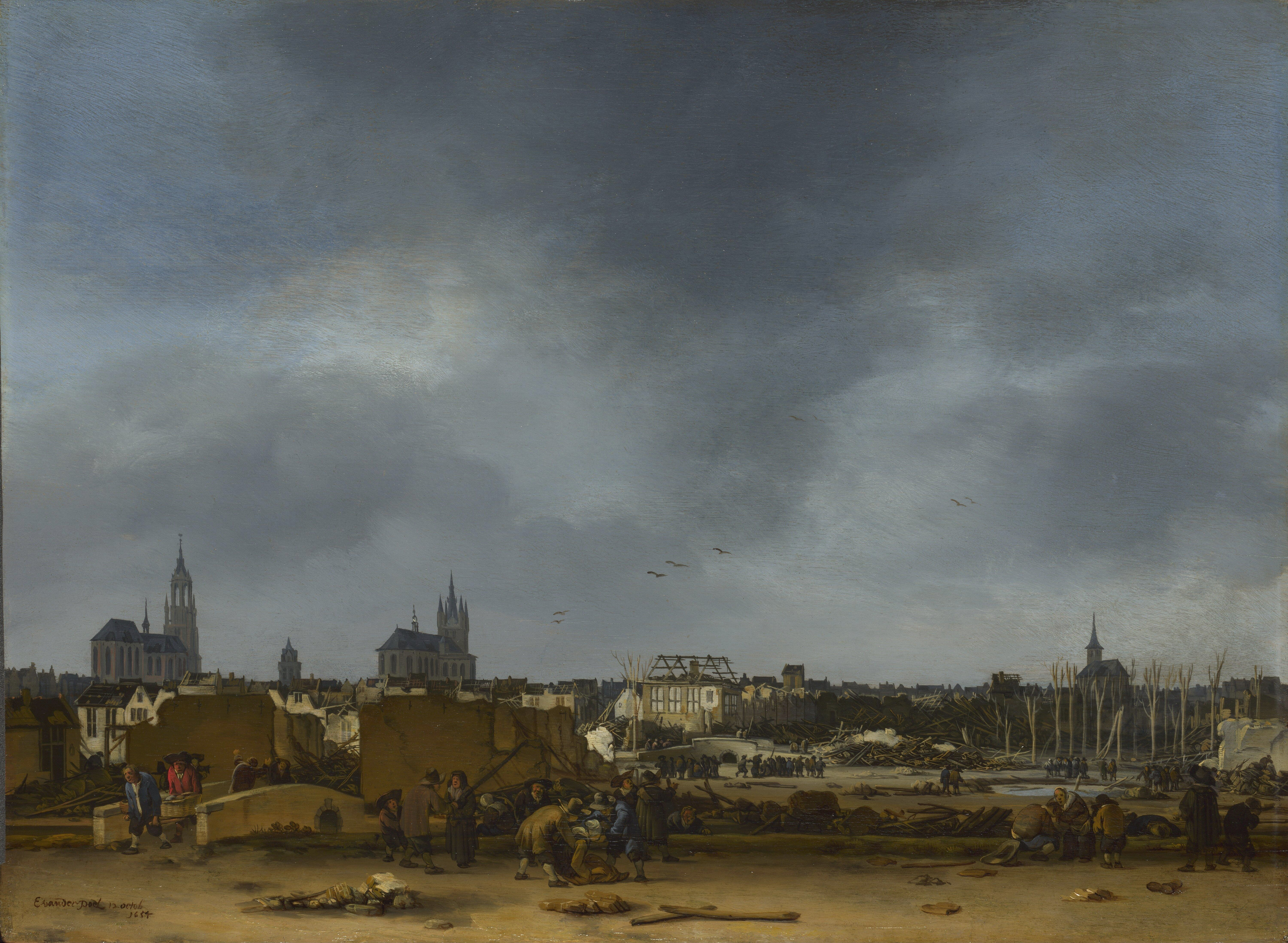
Egbert van der Poel
Veduta di Delft dopo l'esplosione del 1654

Il fatto avvenne il 12 ottobre 1654 quando un magazzino di polvere da sparo esplose distruggendo gran parte della città e causando ingenti danni alle chiese cittadine che persero gran parte delle vetrate. Morirono oltre un centinaio di persone e migliaia furono ferite.
Le circa 40 tonnellate di polvere pirica che diedero luogo all'esplosione erano conservate in un magazzino ospitato nel soppresso Convento delle Clarisse, nei pressi del Paardenmarkt (piazza del Mercato dei Cavalli), nel settore della città chiamato Doelenkwartier. 
Cornelis Soetens, il gestore, aprì il negozio per cercare un campione di polvere e ne seguì una violenta esplosione. Per fortuna molti cittadini erano fuori città per visitare un mercato a Schiedam o una fiera all'Aia. Tra le vittime vi fu il pittore Carel Fabritius, morto in seguito alle ferite riportate nel crollo della propria abitazione. Egbert van der Poel dipinse molte vedute della città dopo l'esplosione, documentandone la devastazione.
Grazie a una colletta dei cittadini dei comuni limitrofi si iniziò ben presto la ricostruzione della città.
Dal 1672 Delft decadde, eclissata dalle due vicine città di L'Aia (il centro amministrativo) e Rotterdam (il porto). 
Nel XIX secolo una sola fabbrica di ceramiche era ancora in produzione, The Royal Delft, sopravvissuta nel tempo solo grazie a una parallela produzione di mattoni.

### Storia contemporanea
Con l'abbattimento delle mura nel XIX secolo e con l'arrivo del treno nel 1847 si ebbe un nuovo sviluppo industriale della città. 
Nel 1842 fu fondata la Koninklijke Academie (Accademia Reale), ora circa 40 Università di tecnologia di Delft; e nel 1869 l'ingegnere ivi laureato Jacques van Marken aprì la fabbrica farmaceutica "Gist- en Spiritusfabriek", poi passata alla DSM. In seguito si aprirono le industrie "Calvé" (ora inglobate in Unilever) e "Delft Instruments".
Dal 1º gennaio 1921 furono inglobati nella città due comuni limitrofi, Vrijenban e Hof van Delft, e il territorio di Delft ne risultò ampliato di molto.

## Monumenti e luoghi d'interesse

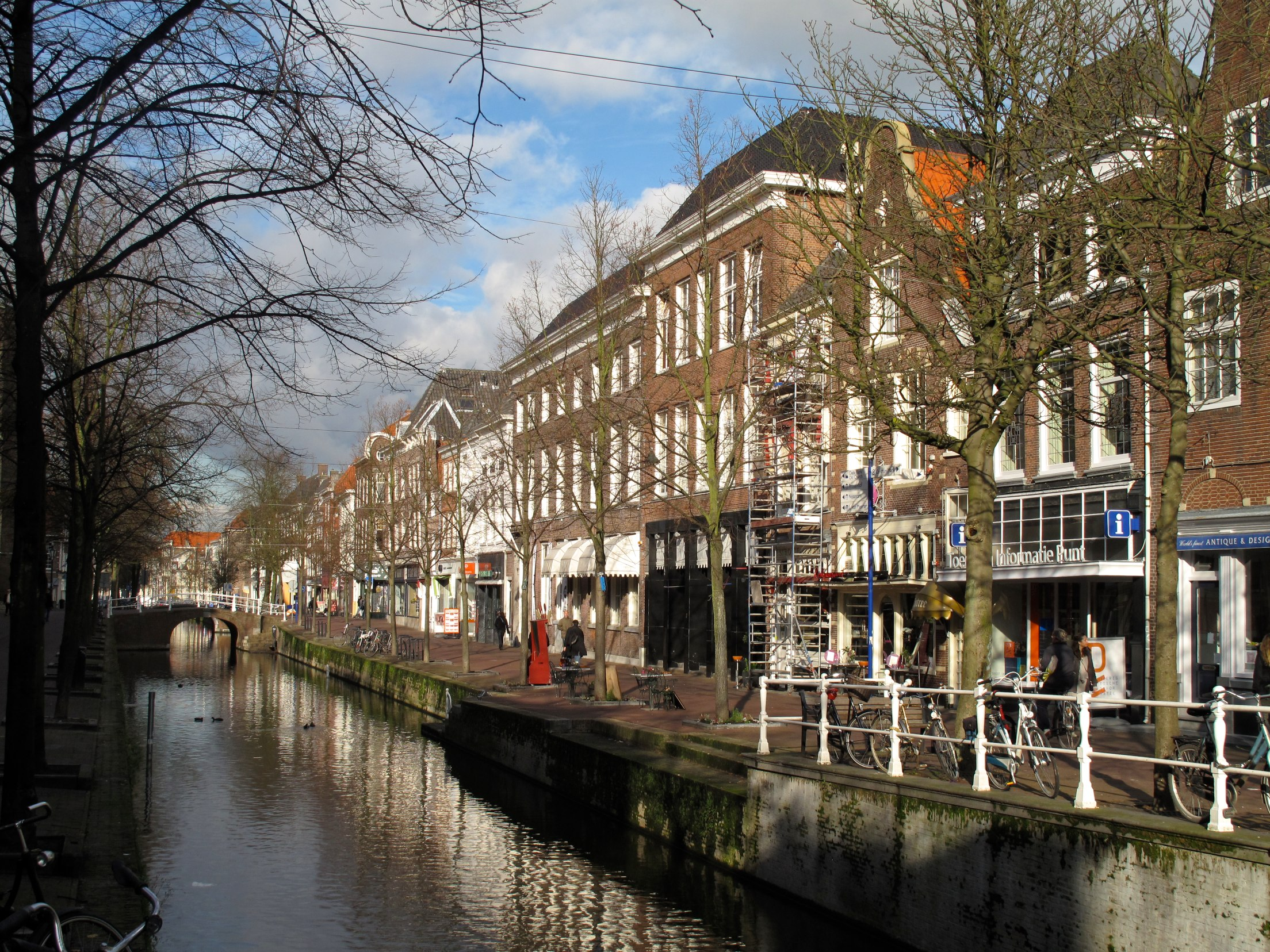
Veduta di un canale del centro

- Oude Kerk. La Chiesa Vecchia è la più antica della città. Con la sua torre pendente venne eretta a partire dal 1240, ma venne più volte ampliata e rimaneggiata. Al suo interno, tra gli altri, vennero sepolti Piet Heijn, Antoni van Leeuwenhoek e Jan Vermeer.
- Nieuwe Kerk. La Chiesa Nuova è l'edificio artistico e religioso più importante della città. Eretto in stile gotico a partire dal 1381, venne più volte rimaneggiato. Qui vengono sepolti i membri della famiglia reale olandese, fra le tombe spicca il mausoleo di Guglielmo il Taciturno, capolavoro di Hendrick de Keyser il Vecchio.
- Stadhuis. Il municipio sorge sulla centrale piazza del Mercato; venne costruito nel 1620, intorno alla vecchia torre trecentesca, da Hendrick de Keyser il Vecchio.
- Prinsenhof: la corte dei principi, ora museo, vi fu assassinato Guglielmo I d'Orange.
- Oostpoort. La porta orientale venne costruita intorno al 1400, è la sola porta rimasta delle antiche mura cittadine.
- Il centro storico della cittadina, con i suoi canali ed attraversamenti, è stato scelto dal regista tedesco Werner Herzog come “location” ideale per ambientarvi le scene iniziali del celeberrimo Nosferatu, il principe della notte del 1978.

## Economia
La città è conosciuta nel mondo per le sue maioliche, chiamate maiolica di Delft (o azzurro di Delft, in olandese Delfts Blauw), che ebbero un grande momento di splendore nel XVII e nel XVIII secolo. Sono prodotte a De Porceleyne Fles, una fabbrica a Delft. Le maioliche sono caratterizzate dai colori azzurro e bianco. La tecnica di cottura a più fasi che consente una decorazione policroma venne introdotta a Delft da Guido di Savinio. Nel Seicento i maestri di Delft entrarono a far parte della gilda di San Luca. Le raffigurazioni tipiche di quel tempo furono scene marinare, i dodici mesi dell'anno e temi biblici.

## Istruzione
Delft ha un'università tecnica, la TU Delft, fondata nel 1842.

## Curiosità
L'episodio del fulmine che causò l'incendio nel 1536 a Delft viene citato dallo scrittore, regista ed esploratore italiano Giorgio Moser, in uno dei suoi più noti racconti-documento, "Passaggio a sud-est". Moser riferisce, in particolare, un curioso episodio naturalistico verificatosi quando, durante l'incendio, le cicogne cercarono di salvare la vita dei loro piccoli: "Era primavera e i nidi delle cicogne erano pieni di cicognini incapaci ancora di volare. I genitori cercarono di portarli via in volo, ma non vi riuscirono, perché i loro piccoli erano troppo pesanti. Allora, invece di abbandonarli, li riportarono nel nido e rimasero con loro, coprendoli con le proprie ali, nella speranza di salvarli dal fuoco. Ma incontrarono tutti la stessa orrenda morte. In memoria di ciò, gli olandesi hanno un vero e proprio culto per le cicogne, anzi i contadini piantano nei campi delle pertiche con un disco sopra, perché le cicogne possano farci il nido". Lo stesso episodio viene riferito da Edmondo De Amicis nello scritto-reportage "Olanda" (Firenze, Barbera, 1874) e https://it.wikisource.org/wiki/Olanda/Delft .

## Amministrazione

### Gemellaggi
- Freiberg
- Estelí
- Tshwane
- Aarau
- Adapazarı
- Kfar Saba
- Tuzla
- Borgo reale di Kingston upon Thames

## Galleria d'immagini

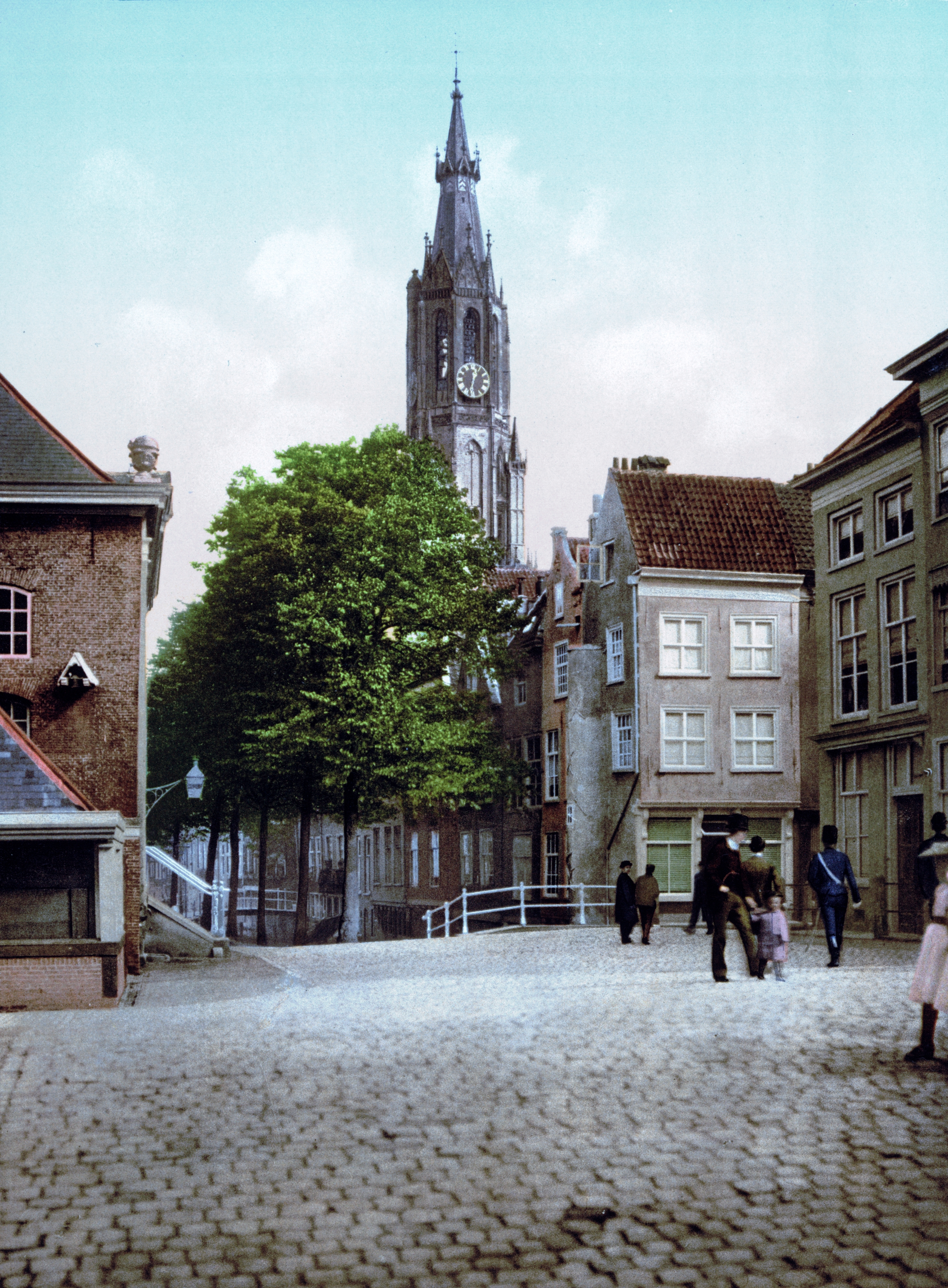
Cameretten ca. 1900
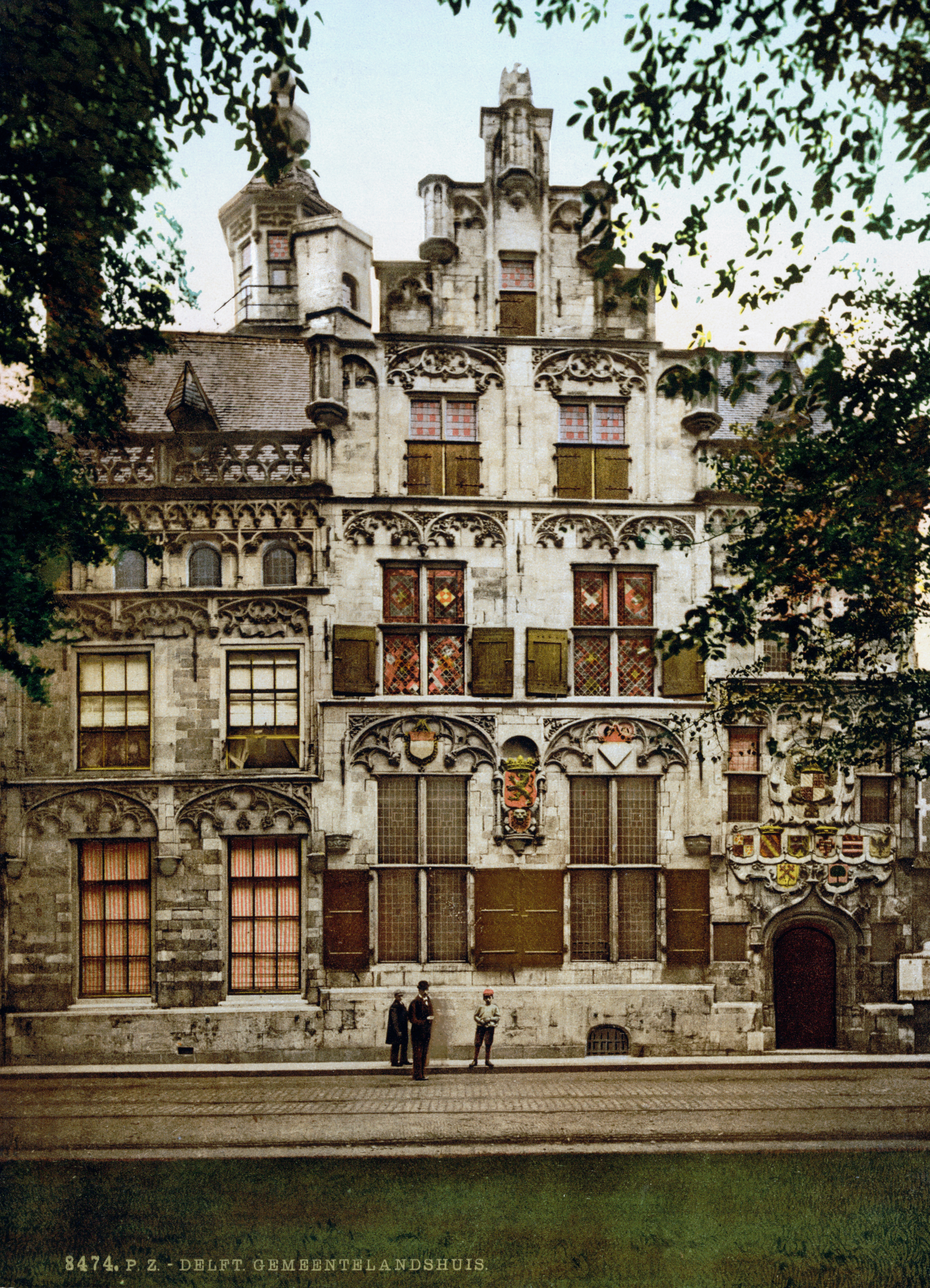
Gemeenlandshuis ca. 1900
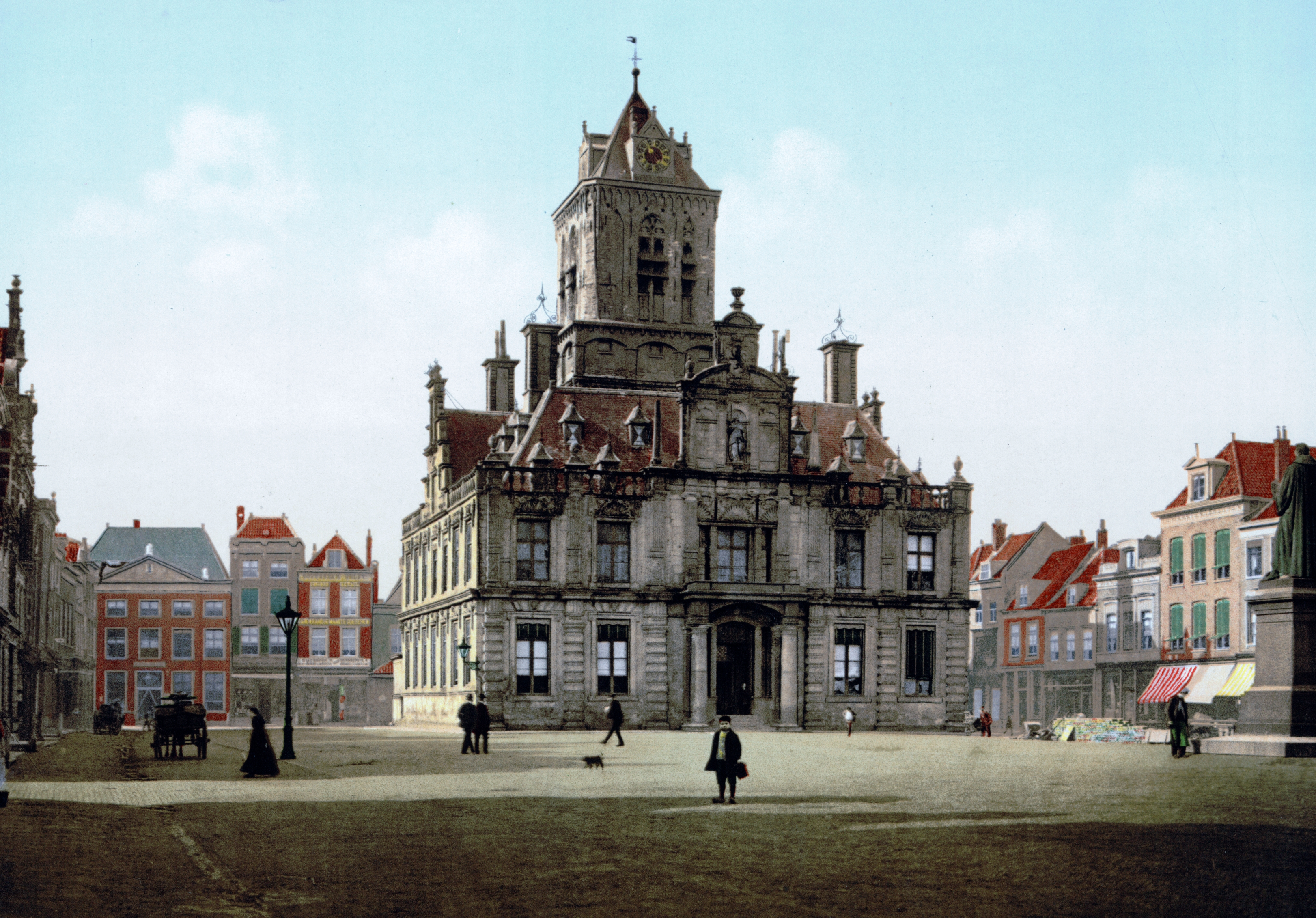
Stadhuis ca. 1900
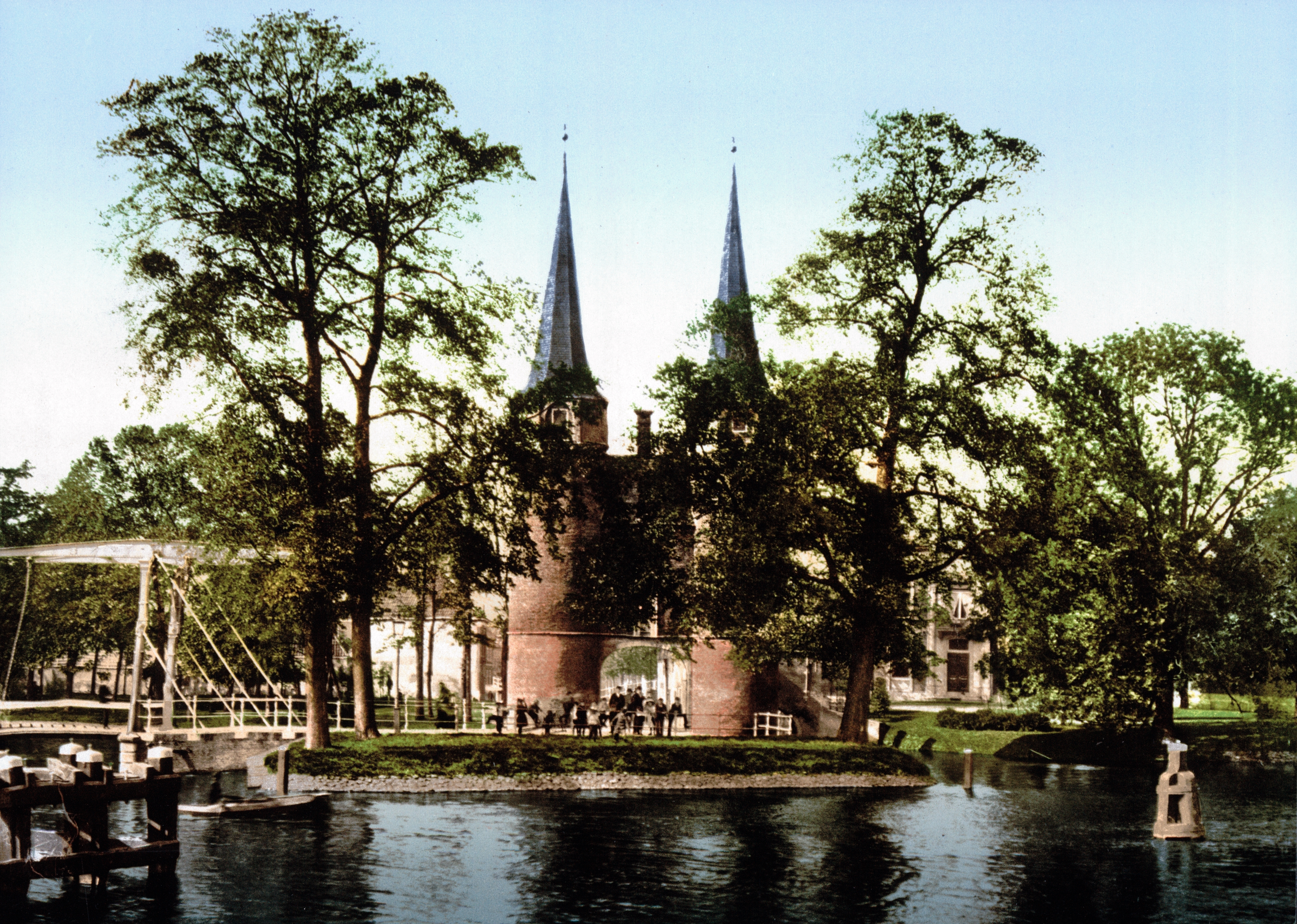
Oostpoort ca. 1900
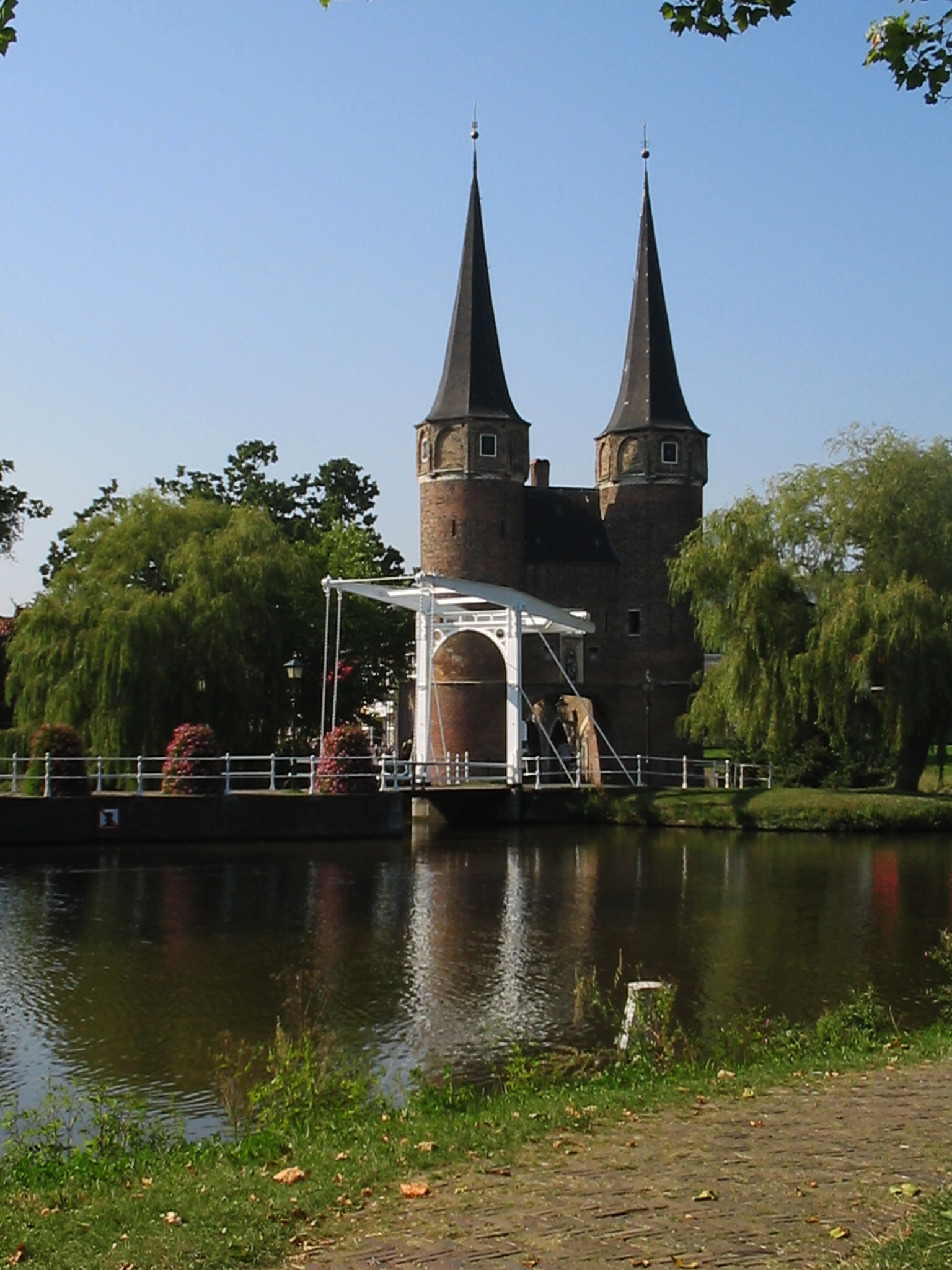
Oostpoort
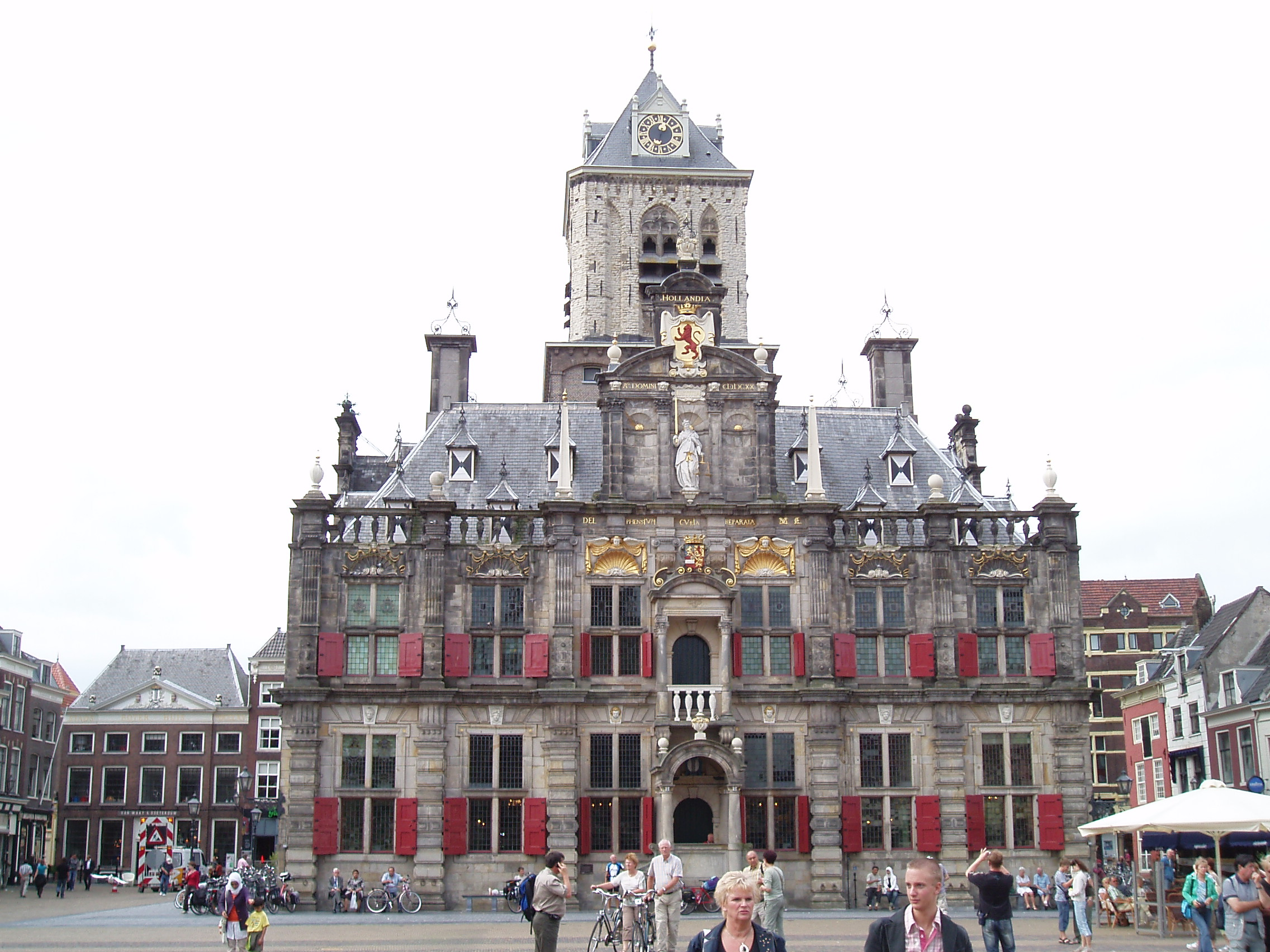
Municipio
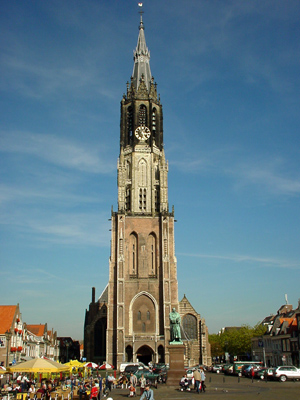
Nieuwe Kerk
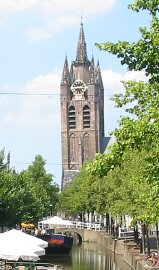
Oude Kerk
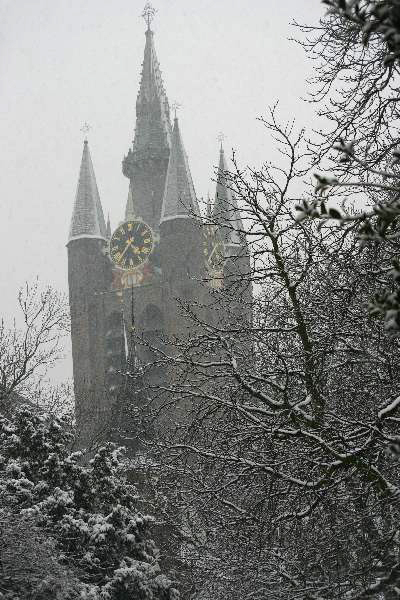
Oude Kerk in inverno
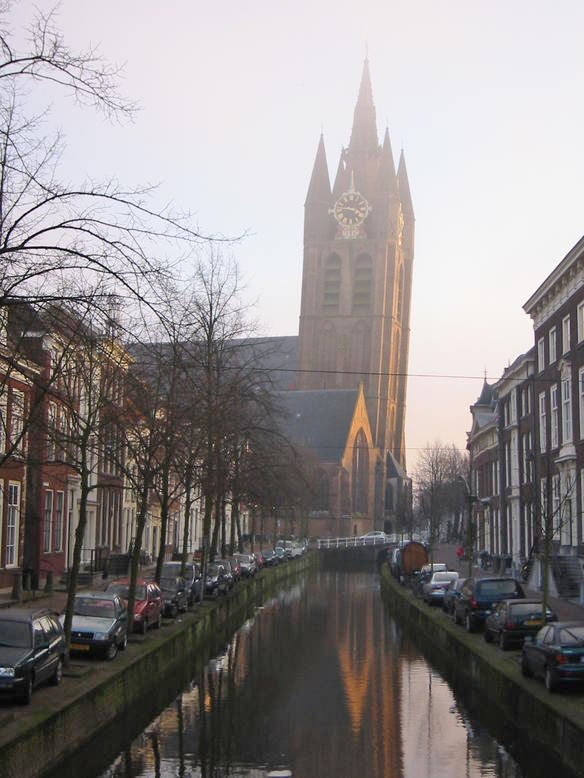
La torre pendente della Oude Kerk
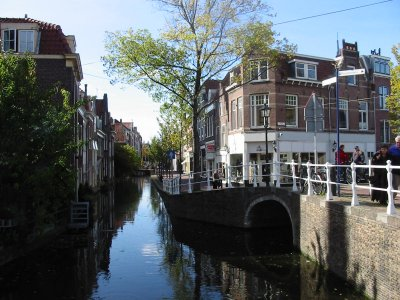
Voldersgracht
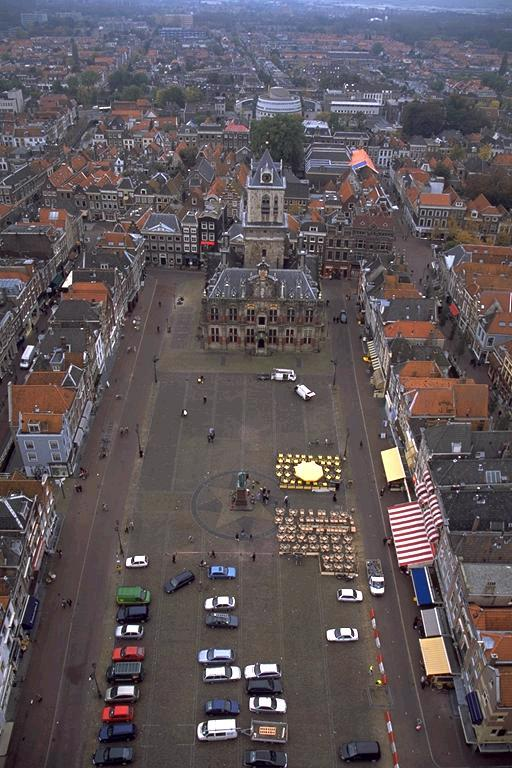
Storico mercato